# Reserva índia San Pasqual
La reserva índia San Pasqual és una reserva índia que constitueix la llar de la Banda San Pasqual d'Indis de Missió Diegueño de la Reserva San Pasqual una tribu reconeguda federalment de kumeyaays del comtat de San Diego a Califòrnia, coneguts a vegades com a indis de missió.

## Reserva
La reserva San Pasqual (33° 05′ 19″ N, 116° 45′ 07″ O / 33.08861°N,116.75194°O) és una reserva índia federal situada a l'est del comtat de San Diego, Califòrnia, vora Valley Center. Està formada per cinc parcel·les  no contigües de terra amb una superfície total de 1.379,58 acres o 5,58 km². La reserva original, fundada en 1910, ara és el Parc Animal Salvatge de San Diego i llac Wolford. La població de la reserva és d'aproximadament 752, i 435 membres tribals viuen a la zona. 21 dels 214 membres registrats hi vivien en la dècada de 1970.
Aproximadament 180 dels 630 membres de la tribu viuen a la reserva. En 1973, 21 dels 214 membres registrats viuen a la reserva.

## Govern
La banda San Pasqual té la seu a Valley Center. Són governats per un consell tribal elegit democràticament. Allen E. Lawson és el cap tribal actual.